# Cup de Còdol (Moià)
El Cup de Còdol és una obra de Moià inclosa a l'Inventari del Patrimoni Arquitectònic de Catalunya.

## Descripció
Construcció de forma circular. A la part inferior hi ha el dipòsit cilíndric de 3,10 m de diàmetre 3,35 m d'altura. Està folrat amb rajoles quadrades corbades i envernissades. A la part superior hi ha una finestra i una porta arran de terra oposades. Hi havia una premsa pel raïm i un forat per on es tirava el most cap el dipòsit on fermentava després de ser tapat amb llates de fusta terra i fang.
L'altura total de la construcció és de 6,50 m fins l'arrencada de la falsa cúpula.